# Guns of Navarone
"Guns of Navarone" –en español: «Cañones de Navarone»–  es una canción y un sencillo del grupo jamaicano The Skatalites. La música fue escrita por Dimitri Tiomkin para la película de 1961 del mismo nombre, cuya banda sonora fue lanzada el 1 de enero de 1961. La letra fue añadida por Paul Francis Webster.
AllMusic describe la canción como una obra maestra del género ska con su sentimiento de optimismo con un "coro  armónico y jubiloso". El vocalista es Roland Alphonso, con Lee "Scratch" Perry quien brindó como corista en la pista. La sección rítmica del baterista Lloyd Knibb y el bajista Lloyd Brevett proporcionaron una percusión nítida y un "bajo contundente". Originalmente lanzado en Jamaica con el sello discográfico Muzik City de Coxsone Dodd en 1965 bajo el nombre de Alphonso, fue relanzado el mismo año en el Reino Unido con el sello de Island Records usando una edición un poco más corta. Sin embargo, no apareció en las listas del Reino Unido hasta 1967, llegando al número 36 en la primavera de ese año y permaneciendo en las listas durante seis semanas. Fue el único éxito de The Skatalites en el Reino Unido.

## Versión deThe Specials
La canción volvió a ser un éxito cuando se incluyó en la lista de éxitos del Reino Unido, The Special AKA Live!, EP de The Specials en 1980. La versión era una versión principalmente instrumental, deejay por Neville Staple y trombón por el veterano músico de ska Rico Rodríguez.